# Hodophylax tolandi
Hodophylax tolandi là một loài ruồi trong họ Asilidae. Hodophylax tolandi được Wilcox miêu tả năm 1961. Loài này phân bố ở vùng Tân Bắc giới.